# 馬丁·懷特
罗伯特·詹姆斯·馬丁·懷特（Robert James Martin Wight，1913年11月26日—1972年7月15日），又名馬丁·懷特，是英國20世紀國際關係理論的代表人物。馬丁·懷特是《強權政治》(Power Politics) 以及〈为什么没有国际关系理论〉(Why is there no International Theory?)的作者。 馬丁·懷特是伦敦政经学院和苏塞克斯大学的知名教师，亦為萨塞克斯大学欧洲研究學院的创始院长。
怀特在學術上是英國國際關係研究會以及英國學派(English School)的成員。 

## 早年
馬丁·懷特生于苏塞克斯的布莱顿。他曾就读于布拉菲尔德学院，于1931年前往牛津赫特福德学院学习现代史。取得學位後，在牛津大学从事研究生研究。牛津期间，馬丁·懷特成为了一名和平主义者。 1936 年在《神学》(Theology)杂志上发表了一篇对“基督教和平主义”的辩护。大約同期，馬丁·懷特也参与了反戰牧師狄克‧薛帕的工作和他的誓言和平聯盟。
1937 年，怀特加入皇家國際事務研究所（查塔姆研究所）。懷特在此与研究所的研究主任史学家小湯恩比共事。  1938 年，怀特离开查塔姆研究所，在哈利伯瑞學院找到教職。然而，两年后，懷特被征召服兵役。他选择登记为良心拒服兵役者。在停止教書的條件下，法院同意他的申請。應瑪格麗‧佩勒姆之邀，懷特回到牛津，在二战期間從事关于殖民地法制的研究项目。怀特出版了三本关于这个主题的书：《立法局的发展》(The Development of the Legislative Council, 1946)、《黄金海岸立法局》(The Gold Coast Legislative Council, 1947)和《英国殖民地宪法》(British Colonial Constitutions, 1952)。

## 战后
1946 年，怀特受《观察家报》编辑大卫·阿斯托(David Astor)之邀，在美國成功湖举行的联合国成立大会上担任该报特派员。亲眼目睹联合国早期的外交争吵，加深了懷特对主权国家之间持久合作可能性的怀疑——此点反映在他的《強權政治》(Power Politics)。 1947 年，怀特再次回到查塔姆研究所，与汤恩比合作調查涵盖战争年代的国际情況，并为他的《历史研究》做出了贡献。1947年后，懷特受聘於伦敦政经学院，教授国际组织，與国际關係理论。1957年，懷特在美國芝加哥大學待了一學期，並開設針對國際關係理論的講座。懷特的講座影響了英國學派(English School)。1990年，重新编排出版的《国际理论：三种传统》试图将国际關係思想史分为现实主义、理性主义和革命主义（某些學者称为马基维利傳統、格老秀斯傳統和康德传统）。 
1959 年，怀特应剑桥史学家巴特費爾德邀请加入英國國際關係研究會。该会最初由洛克菲勒基金会资助。他向该会提交了他对国际理论最明确的陈述，特别是〈国际关系中的西方价值〉(Western Values in International Relations)和一篇关于权力平衡的论文。这两篇论文随后发表在《外交调查》(Diplomatic Investigations)。1960年代末和1970年代初，在研究会中的研究在去世后由布爾集結成《國家系統》(Systems of States, 1977)。
1960年，怀特离开伦敦政经学院，成为萨塞克斯大学欧洲研究的创始院长和历史學教授。在薩塞克斯大學的欧洲研究课程反映了他的信念，即学生不仅应该学习欧洲历史，还应该学习经典、文学和语言。

## 晚年與其後
1972年，怀特去世。在其死后，懷特的一些著作才陸續面世。1981年《國際關係理論》(Review of International Studies)上，Roy Jones的〈國際關係研究中的英國學派：結束該學派的理由〉(The English school – a case for closure, 1981)，和Michael Nicholson的〈馬丁·懷特之谜〉，確立了懷特作為英國學派核心人物的形象。其死后发表的论文驅動了英國學派在1990年代的復興。
Michael Nicholson说，在英國學派中，怀特特别受人尊敬。 